# Royal Air Maroc Cargo
Always further
« Toujours plus loin »

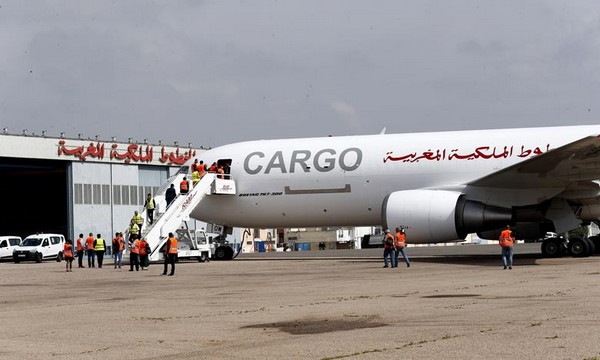
Boeing 767-300F de la RAM CARGO à l’Aéroport Mohammed-V de Casablanca

RAM Cargo est la filière fret de Royal Air Maroc, officialisée en janvier 2010. Elle fait partie du groupe Royal Air Maroc et est une filiale à hauteur de 100%. RAM Cargo est le numéro un du fret aérien sur le marché marocain, et vise aujourd’hui à devenir un plus grand acteur au niveau mondial.  
Cette stratégie se traduit par des commandes d'aéronefs neufs, une nouvelle offre commerciale et la mise en service d’une plate-forme plus performante. Ces efforts ont été validés par le renouvellement de la certification ISO 9001-2008 du Ministère du Commerce et de l’Industrie. RAM Cargo met en service en 2011 la nouvelle plate-forme de Nouaceur, dotée d’une capacité agrandie, d’une structure organisationnelle et d’équipements modernes. Ce nouveau terminal, d’une superficie de 20 000 m2 et d’une capacité de traitement de 250 000 tonnes par an, a été conçu pour répondre aux besoins logistiques de l’activité fret en offrant une meilleure gestion des flux, un traitement automatisé des processus, des moyens adaptés à toute dimension de cargaison et la prise en charge du fret palettisé.

## Flotte
D’une capacité de 15 tonnes, le Boeing 737-300F est un appareil entièrement destiné au fret. Grâce à sa capacité de chargement, cet avion répond à toute demande de fret lourd. Il existe également la possibilité de l’utiliser ou de le réserver dans le cadre de vols charters à fréquence ponctuelle ou régulière. Cependant, la portée limitée de cet appareil le rend utilisable uniquement pour l'Europe et l'Afrique de l'ouest, pour des destinations plus lointaines la RAM fait appel à des vols mixtes fret et passagers à bord de ses appareils long courrier ou affrète assez souvent des Boeing 767 ou 757 pour des besoins spécifiques. Avant l'acquisition de son Boeing 737-300F RAM Cargo affrétait en permanence un Boeing 757 fret pour ses trois principales destinations européennes à la montée en charge des compagnes agricoles. La compagnie RAM Cargo est mise à contribution pour accompagner les exportateurs de produits agricoles, la part de produits frais transportés est jusqu'à présent toujours prépondérante.

## Capacité actuelle et future

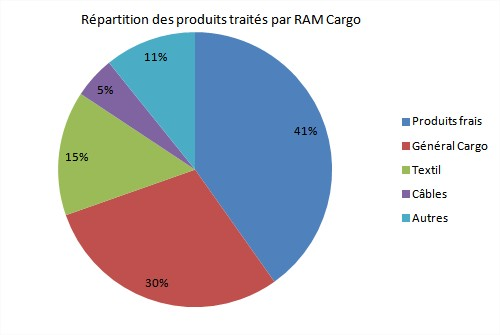
Fret RAM cargo (2014)

Vu la connectivité maritime et l'emplacement géographique du Maroc le marché du fret aérien a toujours été dominé par les autres modes de transport, le pays faisant une grande partie de ses échanges avec l'Europe l'export se fait majoritairement par transport TIR contrairement à des pays sans accès à la mer comme l'Éthiopie dont la compagnie nationale est leader du fret aérien en Afrique.  
Royal Air Maroc Cargo réalise 20 000 tonnes de fret par an soit 40 % du marché au Maroc qui est de 50 000 tonnes. le Boeing 737-300F lui permet d'acheminer 5 000 tonnes de fret soit 25 % de son activité, le reste est transporté en vols mixtes. En vertu d'un accord signé entre RAM Cargo et l'Association Marocaine des Exportateurs (ASMEX) les entrepreneurs marocains membre de l'ASMEX bénéficient de réductions allant de 25 à 40 % sur leurs frais d'export de produits manufacturés et de 20 % pour les produits périssables.
Consciente des limitations du Boeing 737-300F aussi bien en volumes qu'en portée, la Royal Air Maroc Cargo projette d'acquérir deux B767 fret d'une capacité de 50 tonnes chacun. Dans le même sens la maison mère RAM a signé un partenariat avec un opérateur américain ECS afin de faire transiter le fret aérien nord américain par Casablanca vers les 32 destinations africaines du groupe au lieu des hubs européens. Le même accord permet à l’opérateur marocain de desservir les autres villes américaines couvertes par le groupe ECS au-delà de New York. Pour l'instant un seul B767 fret est en service aux couleurs de la RAM; Il utilise certaines fois les 777F de Qatar Airways en Leasing vers le Brésil, l'Amérique du Nord et autres.

## Destinations desservies depuis Casablanca

### Europe
- Paris (Charles-de-Gaulle, Orly)
- Milan (Malpensa Airport)
- Rome (Leonardo da Vinci-Fiumicino)
- Lisbonne Portugal (Portela)
- Barcelone
- Saragosse
- Londres (Heathrow)
- Bruxelles
- Francfort
- Istanbul

### Afrique
- Addis-Abeba (Bole via Libreville)
- Alger (Houari Boumediene) (suspendue)
- Le Caire
- Dakar
- Nouakchott
- Bamako
- Niamey
- Ouagadougou

### Fret Interne
- Casablanca (Aéroport Mohamed V )
- Laâyoune (Aéroport Hassan 1er)
- Tanger (Aéroport Ibn Battouta)
- Marrakech (Aéroport Ménara)

### Asie
- Pékin (aéroport international de Pékin) par voie de Hong-Kong

Royal Air Maroc Cargo effectue également des vols de fret selon la demande vers les États-Unis, les Émirats arabes unis et le Brésil.